# Куропатино
Куропа́тино — село в Тамбовском районе Амурской области.
Административный центр Куропатинского сельсовета.

## История
Его создание было связано с осадой Благовещенска в июне 1900 года в период русско-китайского конфликта 1900—1901 годов. Военное министерство организовало укрепление границы на Амуре казачьими войсками. Поселок был назван в честь Алексея Николаевича Куропаткина был назван поселок Куропатинский Амурского казачьего войска. Потом хутор стал уже селом Куропаткино в составе Куропаткинского сельсовета Тамбовского района Амурского округа, а затем и вовсе видоизменился, став именоваться селом Куропатино.

## География
Село Куропатино расположено в 10 км от левого берега реки Амур, рядом с российско-китайской границей.
Дорога к селу Куропатино идёт на запад (через Раздольное) от районного центра Тамбовского района селу Тамбовка, расстояние — 32 км.
От села Куропатино на северо идёт дорога к селу Николаевка, на запад — к селу Красное, а на юг — к селу Духовское.

## Население
| 2002 | 2010 | 2012 | 2013 | 2014 | 2015 | 2016 |
| ---- | ---- | ---- | ---- | ---- | ---- | ---- |
| 612  | ↘509 | ↘504 | ↘495 | ↘488 | ↘484 | ↘477 |
| 2017 | 2018 |      |      |      |      |      |
| ↗482 | →482 |      |      |      |      |      |

По данным переписи 1926 года по Дальневосточному краю, в населённом пункте числилось 229 хозяйств и 1179 жителей (581 мужчина и 598 женщин), из которых преобладающая национальность — украинцы (125 хозяйств).

## Топографические карты
- Лист карты M-52-XX Суньу. Масштаб: 1 : 200 000. Указать дату выпуска/состояния местности.